# Glen L. Urban
Glen L. Urban é membro do corpo docente da MIT Sloan School of Management desde 1966 e reitor da escola de 1993 a 1998. Urban é um educador líder, pesquisador premiado, especializado em marketing e desenvolvimento de novos produtos, empresário e autor. Ele é o presidente do MIT Center for Digital Business de Sloan. 

## Educação
Treinado inicialmente em engenharia e negócios - obtendo um bacharelado em engenharia mecânica em 1963 e um MBA em 1964, ambos pela Universidade de Wisconsin - Urban acabou ganhando um Ph.D. em marketing pela Kellogg School of Management da Northwestern University em 1966. 

## Publicações
Urban é autor de Don't Just Relate - Advocate !: A Blueprint for Profit in Era of Customer Power (2004), que lançou o campo do marketing baseado em confiança . Ele também publicou mais de 30 artigos sobre previsão de pré-mercado de novos produtos, marketing de teste, planejamento de linha de produtos, usuários de ponta no desenvolvimento de novos produtos e orçamento do consumidor. Seus artigos receberam vários prêmios de prestígio, incluindo dois O'Dells - em 1983 e 1986 - pelos melhores artigos publicados em pesquisa de marketing no MIT Sloan Management Review .

## Negócios
Urban fundou a Experion Systems em 1999 e sua ferramenta de comparação PlanPrescriber.com, como aplicativos de negócios com fins lucrativos baseados no princípio do marketing baseado em confiança . A Experion foi adquirida pela eHealth em maio de 2010.

## Reconhecimento
Em 1996, ele recebeu o prêmio Paul D. Converse da American Marketing Association por contribuições notáveis ao desenvolvimento da ciência do marketing, e o prêmio do Journal of Marketing pelo melhor artigo naquele ano. Em 1999, ele foi vencedor do Prêmio Charles Coolidge Parlin da American Marketing Association e da The Wharton School da Universidade da Pensilvânia, pelo reconhecimento por um conjunto de trabalhos em pesquisa de marketing. Em 2000, ele apresentou a palestra Wroe Alderson na Wharton School.
Ele foi eleito para a classe de 2010 de Fellows do Institute for Operations Research and the Management Sciences . 